# (5140) Kida
(5140) Kida ist ein Asteroid des Hauptgürtels, der am 8. Dezember 1990 von den japanischen Astronomen Seiji Ueda und Hiroshi Kaneda an der Sternwarte in Kushiro (IAU-Code 399) auf der Insel Hokkaidō entdeckt wurde.
Der Asteroid wurde am 24. Dezember 1996 nach dem auf Hokkaidō geborenen Maler Kinjirō Kida (1893–1962) benannt, dessen Werke oft mit bedeutenden Impressionisten wie Paul Cézanne verglichen werden.